# Червена, Соня
Со́ня Че́рвена (чеш. Soňa Červená; 9 сентября 1925[…], Прага, Чехословакия[…] — 7 мая 2023[…], Прага, Чехия[…]) — чешская оперная певица, карьера которой длилась более 70 лет. Меццо-сопрано.

## Биография
Родилась в 1925 году в Праге. В 1947 году дебютировала в популярной чешской опере «Проданная невеста». В 1950 году успешно окончила обучение в Пражской консерватории, а роли в спектаклях в Плзеньском театре принесли ей значительную популярность. Однако коммунистический режим, установившийся в Чехословакии в 1948 году, запретил Соне работать в Национальном театре — главном театре страны. Проработав несколько лет в небольших театрах по всей стране и не видя перспектив на родине, Соня покинула Чехословакию и в 1962 году эмигрировала в Западный Берлин, где её карьера резко пошла в гору.
Соня выступала в знаменитой Немецкой опере, в Опере Сан-Франциско и многих других театрах по всему миру. После событий Бархатной революции 1989 года вернулась в Чехословакию, где быстро вернула популярность. В 2002 году 77-летняя Соня Червена впервые выступила на сцене Национального театра Чехии, а в последующие годы начала гастролировать по целой республике. За свою жизнь снялась более чем в десяти фильмах, впервые в 1949 году, последний же вышел на экраны в 2017 году.
На январь 2018 года активно выступала в Чехии. Её карьера, длившаяся более 70 лет, считается одной из самых продолжительных в истории мировой оперы.
Скончалась 7 мая 2023 года.

## Награды
Соня Червена являлась обладательницей множества наград, среди которых государственная награда Чешской республики «За заслуги», Золотая медаль центра Джона Кеннеди и другие. С 2012 года являлась почётным гражданином города Градец-Кралове.